# 1481 Tubingia
Tubingia (asteróide 1481) é um asteróide da cintura principal com um diâmetro de 33,26 quilómetros, a 2,8667457 UA. Possui uma excentricidade de 0,0494166 e um período orbital de 1 912,92 dias (5,24 anos).
Tubingia tem uma velocidade orbital média de 17,15115172 km/s e uma inclinação de 3,51977º.
Esse asteróide foi descoberto em 7 de Fevereiro de 1938 por Karl Reinmuth.